# Konstantina Kouneva
Konstantina Kouneva (en griego: Κωνσταντίνα Κούνεβα, también conocida como Kostadinka Kuneva, nacida en Silistra, Bulgaria, el 28 de diciembre de 1964) era empleada de limpieza en Grecia y secretaria de la Asociación de Limpiadoras y de Empleadas Domésticas de la Provincia de Ática. 

## Biografía
En 2008 fue salpicada con ácido sulfúrico a las afueras de su casa mientras volvía de su trabajo, por motivo de su lucha sindical por los derechos de los trabajadores griegos y extranjeros en empresas de limpieza. Perdió la vista en un ojo y tiene una visión limitada en el otro; sus cuerdas vocales y su tráquea se han visto seriamente dañadas. En las Elecciones al Parlamento Europeo de 2014 en Grecia fue elegida eurodiputada del Parlamento Europeo por el partido izquierdista SYRIZA.